# Ixiochlamys nana
Ixiochlamys nana là một loài thực vật có hoa trong họ Cúc. Loài này được (Ewart & Jean White) Grau mô tả khoa học đầu tiên năm 1975.